# Supercopa espanyola d'hoquei sobre patins masculina 2024-2025
La Supercopa espanyola masculina 2024-25 fou la vint-i-unena edició de la competició. Se celebrarà el 5 i 6 d'octubre de 2024 al Pazo dos Deportes de Riazor de la Corunya i fou organitzada per la Federació Espanyola de Patinatge. Hi participaren, el FC Barcelona, com a campió de l'OK Lliga 2023-24, el Noia Freixenet, com a subcampió de l'OK Lliga, el Reus Virginias i el Deportivo Liceo, com a club amfitrió. La competició es disputà en format de final a quatre, amb semifinals i final, i fou retransmesa en directe pel canal Esport3 i la plataforma en línia OK Liga TV.
Es proclamà campió el FC Barcelona, que guanyà per 1 a 0 al Reus Virginias. El club blaugrana aconseguí la seva catorzena Supercopa, la tercera consecutiva des del  2022.

## Competició

### Quadre de competició
|  | Semifinals            | Semifinals     |                       |       | Final | Final |
|  |                       |                |                       |       |       |       |
|  | 5 d'octubre 18:30 CET |                |                       |       |       |       |
|  |                       |                |                       |       |       |       |
|  | FC Barcelona          | 5              |                       |       |       |       |
|  | FC Barcelona          | 5              | 6 d'octubre 11:30 CET |       |       |       |
|  | Deportivo Liceo       | 2              |                       |       |       |       |
|  | Deportivo Liceo       | 2              | FC Barcelona          | 1     |       |       |
|  | 5 d'octubre 16:00 CET |                | FC Barcelona          | 1     |       |       |
|  |                       | Reus Virginias | 0                     |       |       |       |
|  | Noia Freixenet        | Reus Virginias | 0                     | 4 (0) |       |       |
|  | Noia Freixenet        |                |                       | 4 (0) |       |       |
|  | Reus Virginias        | 4 (3)          |                       |       |       |       |
|  | Reus Virginias        | 4 (3)          |                       |       |       |       |

### Semifinals
| Noia Freixenet                      | 4-4             | Reus Virginias                                 |
| ----------------------------------- | --------------- | ---------------------------------------------- |
| Bargalló 8', 42', 42' · Morales 49' | Informe Notícia | Julià 1' · Canal 7' · Giménez 11' · Oruste 45' |
| Tanda de penals                     |                 |                                                |
|                                     | 0-3             |                                                |

| FC Barcelona                                              | 5-2             | Deportivo Liceo             |
| --------------------------------------------------------- | --------------- | --------------------------- |
| Álvarez 2', 48' · Llorca 21' · Aragonés 34' · Pascual 36' | Informe Notícia | Carballeira 5' · Torres 38' |

### Final
| FC Barcelona | 1-0             | Reus Virginias |
| ------------ | --------------- | -------------- |
| Aragonés 45' | Informe Notícia |                |

| Finalista A | Finalista B |

| #          | Pos. | Nom |  |
| ---------- | ---- | --- |  |
|            | POR  |     |  |
|            |      |     |  |
|            |      |     |  |
|            |      |     |  |
|            |      |     |  |
|            |      |     |  |
|            |      |     |  |
|            |      |     |  |
|            |      |     |  |
|            | POR  |     |  |
| Entrenador |      |     |  |
|            |      |     |  |

| Campió de la Supercopa d'Espanya 2025 |
| ------------------------------------- |
|                                       |

| #          | Pos. | Nom |  |
| ---------- | ---- | --- |  |
|            | POR  |     |  |
|            |      |     |  |
|            |      |     |  |
|            |      |     |  |
|            |      |     |  |
|            |      |     |  |
|            |      |     |  |
|            |      |     |  |
|            |      |     |  |
|            | POR  |     |  |
| Entrenador |      |     |  |
|            |      |     |  |